# Peaches (musikgruppe)
 For alternative betydninger, se Peaches. (Se også artikler, som begynder med Peaches)
Peaches var en svensk pigeduo der blev dannet i 2000 og opløst i 2005. Gruppen bestod af Tåve Wanning (født 1992) og Isabelle Erkendal (født 1989) som mødtes til en audition 2000. Gruppen fik et stort hit med sangen "Rosa helikopter" som solgte guld og platin i Sverige og Norge. Bandet arbejdede blandt andet med producenten Johan Fjellström på "Empire Music Production".

## Diskografi
- Rosa helikopter (2001)
- Tomten, jag vill ha en riktig jul (2002)
- Fritt fall (2003)
- Daddy Cool (2004)
- Följ Med Mig Ut
- Dumbom